# 2 Centauri

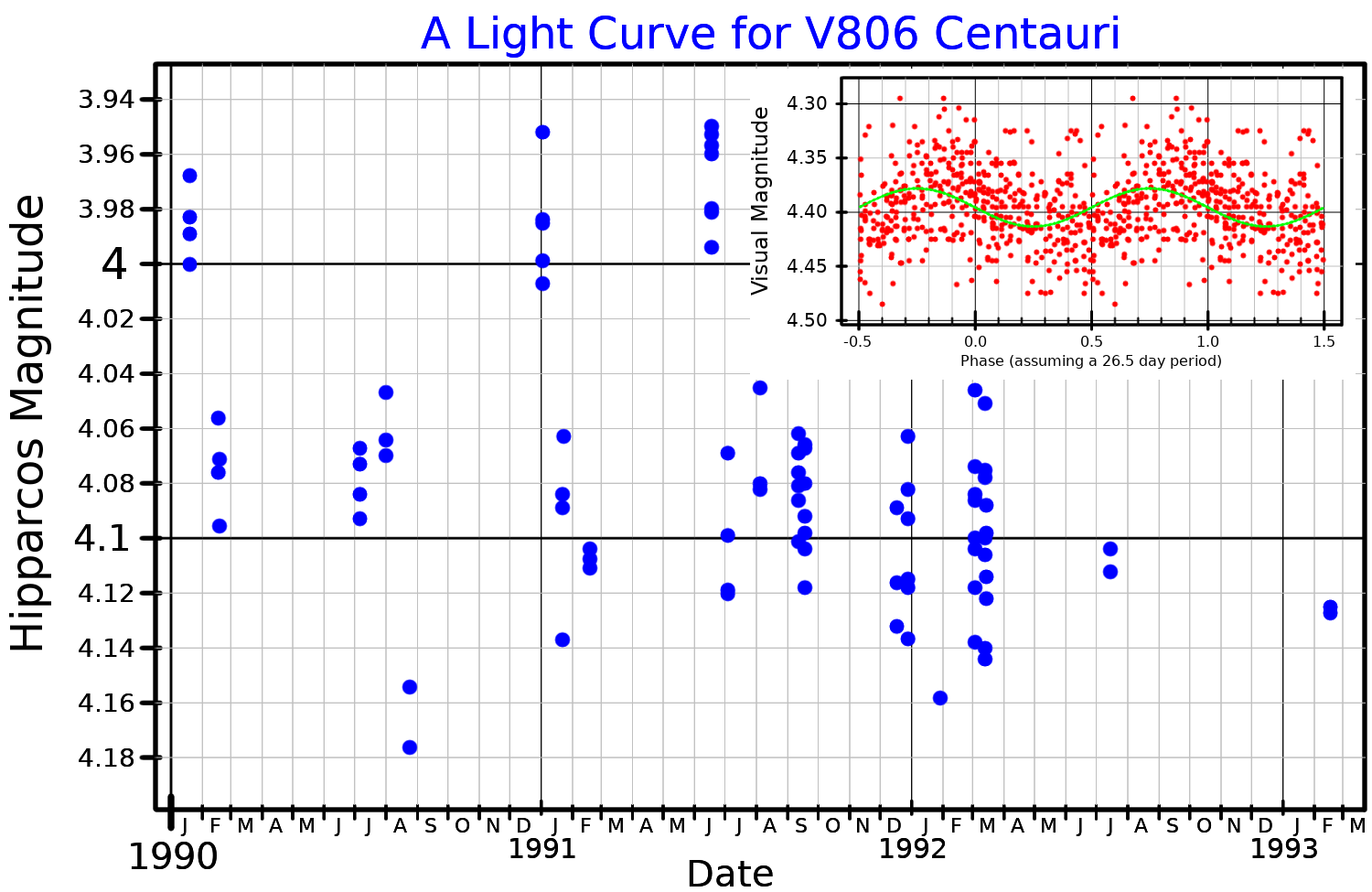
Curvas de luz provinientes de V806 Centauri. Presentado por Tabur et al., Mon. Not. R. Astron. Soc. 400, 1945–1961 (2009)

2 Centauri (2 Cen / g Centauri / HD 120323) es una estrella variable en la constelación de Centaurus.
Se encuentra a 183 años luz del sistema solar.
2 Centauri es una gigante roja de tipo espectral M4.5III con una temperatura efectiva de aproximadamente 3400 K y una luminosidad 625 veces mayor que la luminosidad solar.
Estos parámetros permiten evaluar su radio, 72 veces más grande que el del Sol, equivalente a 0,34 UA.
Sin embargo, el radio calculado a partir de su diámetro angular es 89 veces mayor que el radio solar, cifra considerablemente mayor.
Su masa se estima entre 1 y 1,25 masas solares.
En cuanto a su estado evolutivo, se piensa que 2 Centauri ha finalizado la fusión nuclear del helio y está incrementando de nuevo su brillo.
2 Centauri es una variable semirregular de tipo SRb; esta clase de variables tienen períodos poco definidos, pero se les puede asignar un período medio.
De esta manera, en el caso de 2 Centauri su brillo fluctúa entre magnitud aparente +4,16 y +4,26 a lo largo de un período medio de 12 días.
Recibe la denominación, en cuanto a estrella variable, de V806 Centauri.